# 중국의 남아선호사상
중국의 남아선호사상은 중국에서 출생되는 아동에 대한 성별 선택 문제이다. 이러한 남아선호사상은 개개인의 가치관으로서, 또 실제 데이터를 통하여 정의될 수 있다. 중국인들은 소년들이 소녀들보다 더 가치가 있다고 믿는다. 이는 성별 편향 현상으로 실제 관찰되며, 젠더 비율과 성별의 비율 통계로 나타낼 수 있다. 이러한 중국인들의 아들 선호는 여러 가지 이유로 설명된다. 남성의 대부분은 체력 면에서 자연적으로 여성보다 우수한 모습을 보인다. 초기 단계의 인간 사회에서, 더 강한 육체는 부족 간의 전쟁에서 더 많은 식량 공급과 더 많은 생존 기회를 의미하였다. 이러한 사회 구조가 유지되었던 중국의 경우, 부모가 자녀의 결혼 후에 자식에게 받는 재정 지원이 자녀의 성별에 의해 크게 영향을 받는 것으로 나타났다. 이것이 중국인 부모가 아들을 기꺼이 더 많이 선호하는 이유 중 하나일 수 있다. 또한 중국의 농경사회로써의 면모는 성별 선택에도 깊은 영향을 미친다. 원시 농업사회에서 농사를 위해 물리적 힘이 필요하다는 것은 명백하다. 따라서 중국에서 장기간 유지되었던 농경사회 시스템은 남아선호사상을 설명할 수 있다. 중국의 가부장적 사고방식은 수천년 전으로 거슬러 올라가지만, 중국 경제의 발전과 함께 남아선호사상의 잠재력은 점진적으로 붕괴하고 있다.

## 같이 보기
- 소황제